# Bernd Gieseking

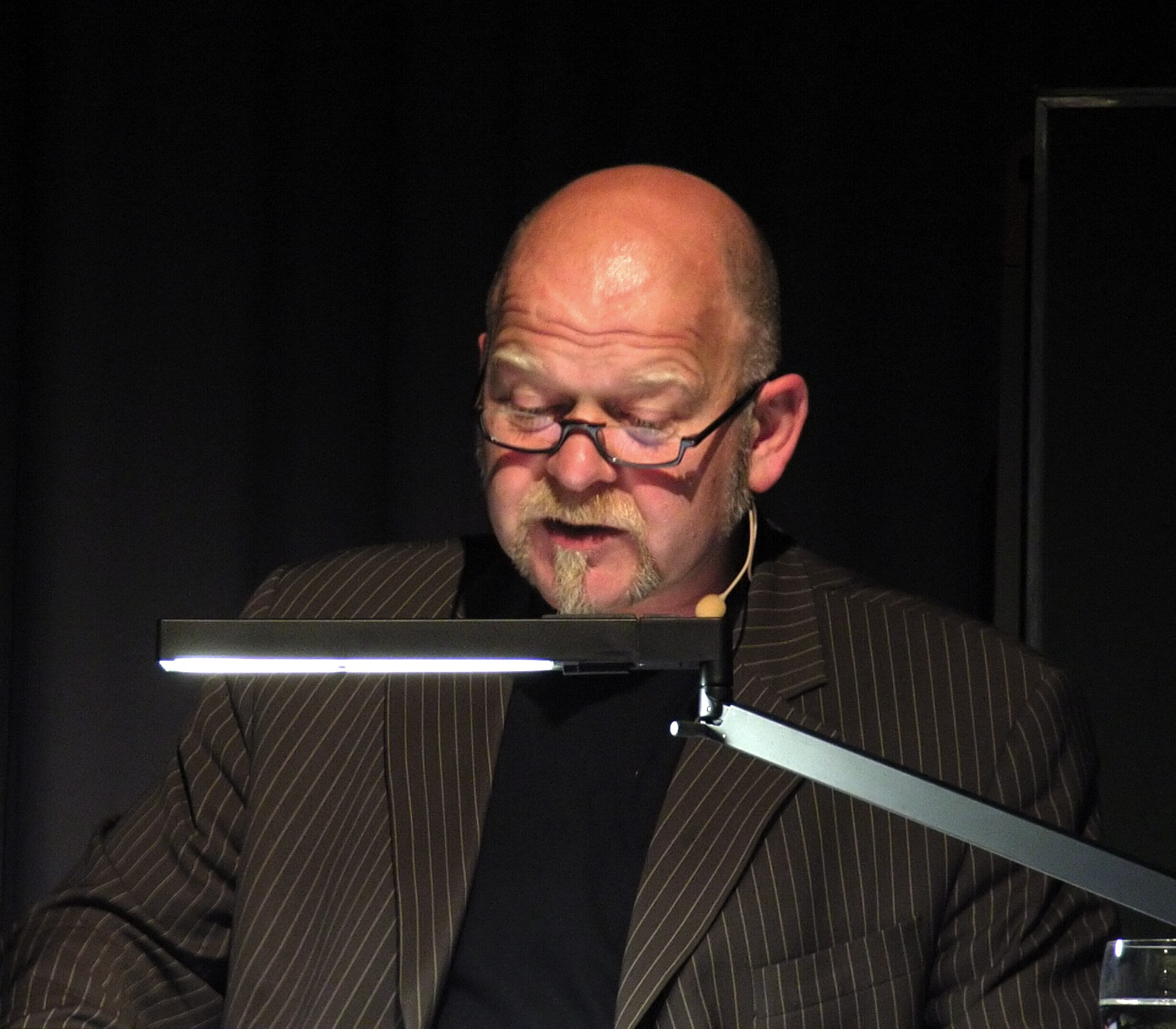
Bernd Gieseking bei einer Lesung im Zentrum für interdisziplinäre Forschung im Juni 2008

Bernd Gieseking (* 7. Oktober 1958 in Minden-Kutenhausen) ist ein deutscher Kabarettist und Buch- und Kinderbuchautor.

## Leben
Nach seinem Abitur 1978 absolvierte Bernd Gieseking bis 1980 eine Lehre als Zimmermann, dann folgte Zivildienst in einem Nichtsesshaftenheim. 1981 bis 1986 studierte er in Kassel Kunst und evangelische Theologie. 1984 gründete er gemeinsam mit Edgar Wilkening (Text) und Thomas Krug (Musik) das „Kabarett Zappenduster“. Seit 1990 ist er als Solo-Kabarettist tätig und als Autor für Hörfunk, Theater und Fernsehen.
Durch Gastauftritte im Hörfunk und Fernsehen (u. a. RTL „Samstag Nacht“, ARD „Lachmesse Leipzig“, WDR „Kabarett-Fest“, SWF „Studio-Brettl“, HR „Kabarett live“, HR „Das war’s. War’s das?“) wurde er einem größeren Publikum bekannt. Er schreibt Kolumnen für die wahrheit, die Satireseite der taz, Kinderhörspiele für den WDR-Hörfunk sowie Bücher u. a. über Finnland. Auch als Kinderbuchautor machte sich Bernd Gieseking einen Namen.
Außerdem moderiert er u. a. jährlich das „Festival der Komik“ in Frankfurt (Caricatura Museum) und die Verleihung des „Deutschen Karikaturenpreises“, in Dresden und Bremen (im Wechsel) oder Sonderveranstaltungen wie „25 Jahre TAZ Wahrheit“.
Mit seinen aktuellen Kabarettprogrammen Ja klar, ich bin schuld! und Finne Dich Selbst! sowie mit seinem alljährlichen satirischen Jahresrückblick Ab dafür! tourt er durch die Republik.
Bernd Gieseking war der erste, der auf Anregung eines Freundes (Achim Frenz/Caricatura Museum) für das Rahmenprogramm der Karikatur-Ausstellung „Triennale Greiz“ 1994 in der documenta Halle Kassel aus seinen Rundfunktexten einen Jahresrückblick zusammenstellte und damit danach intensiv auf Tournee ging. Manche Kollegen bezeichnen ihn deshalb als „Godfather of Jahresrückblick“.

## Werke
Buchveröffentlichungen
- 2012: Finne dich selbst!: Mit den Eltern auf dem Rücksitz ins Land der Rentiere (Taschenbuch Fischer Verlage + Hörbuch WortArt)
- 2014: Das kuriose Finnlandbuch (Fischer Verlage / Kulturführer)
- 2015: Gefühlte Dreißig – Ein Hoffnungsbuch für Männer um die Fünfzig (Fischer Verlage)
- 2017: Früher hab' ich nur mein Motorrad gepflegt. Wie ein Sohn tapfer versucht, sich um seine alten Eltern zu kümmern.[1] (Fischer Verlage)
- 2019: Ja klar, ich bin schuld! (Lappan Verlag)
- 2021: Finne dein Glück (Fischer)
- 2024: Das kuriose Ostwestfalen Buch (Satyr Verlag)

außerdem:
- 2013: Das total gefälschte Geheimtagebuch vom Mann von Frau Merkel, Scherz-Verlag/Fischer Verlage (mit Ralf Husmann und Christian Martin, Hörbuch gelesen von Christoph Maria Herbst)

CD-Veröffentlichungen
- 2004: Abgeschleppt: Ein Männerschicksal (Hörbuch, WortArt)
- 2005: Köpper vom Dreier (Hörbuch, WortArt)
- 2006: Hosen runter zusammen mit Gerlis Zillgens (Hörbuch, WortArt)
- 2012: Finne dich selbst!: Mit den Eltern auf dem Rücksitz ins Land der Rentiere (Hörbuch, WortArt)
- 2018: Ab dafür! Deluxe – Das Beste aus 25 Jahren Satirischer Jahresrückblick zusammen mit Jochen Malmsheimer (Hörbuch, Wortmeisterei)

Kinderbuchveröffentlichungen
- Das große Buch der Wünsche (Lappan Hausbuch)
- Pommes, der Goldfisch (Lappan Bilderbuch)
- Seemannsgarn (Lappan Hausbuch)

Kinderhörspiele
- Die Honigkuchenbande – Kinderhörspiel mit Musik von Mike Herting (WDR 5, Lilipuz)
- 2004: Trolle nach Süden (Hörspiel, WDR 5, Lilipuz, 5 Folgen)
- 2007: Trolle nach Irland (Hörspiel, WDR 5, Lilipuz, 4 Folgen)
- 2008: Trolle nach Island (Hörspiel, WDR 5, Lilipuz, 4 Folgen)
- Yurumi-Gang – Ein Ameisenbär für Persebeck (Band 1; Buch + Hörspiel, für DSW 21)
- Yurumi-Gang – Der Schatz der Spionin (Band 2; Buch + Hörspiel, für DSW 21)
- Yurumi-Gang – Onkel Herberts Vermächtnis (Band 3; Buch + Hörspiel, für DSW 21)
- Die magische Pfeilspitze (WDR 5 KiRaka 2 Folgen)
- Finn, der Leuchtturmwärter (WDR 5 Bärenbude, 5 Folgen)
- Frau Fledder und Herr Zitrone (HR 2, Lauschinsel – ausgezeichnet mit dem 2. Platz beim MDR Kinderhörspielpreis)

Kinderkonzert
- Nummer Vier fehlt – ein Wildschwein auf Abwegen (Text und Sprecher, UA mit dem Philharmonischen Orchester Hagen, Komposition Christian van den Berg)
- Ab nach Paris  (HR und BR, 2018 Kinderhörspielpreis der Stadt Karlsruhe, 2019 Audio-CD)

Kinder-Radio-Geschichten
- Wo der Elch wohnt (WDR 5, KiRaKa)
- Der Tanz der Glasmacher (WDR 5, KiRaKa)
- Holz her – Vom Leben der Zimmerleute  (WDR 5, KiRaKa)

Theaterstücke
- Fußgängerzone (Text für ein Musik-Theater von Reinhard Karger, UA Staatstheater Kassel)
- Breitenauer Wände (UA Staatstheater Kassel, als Hausautor)
- Die Farbe des Wasser (UA Stadttheater Minden, Stückauftrag)

## Programme
- 1989 Hoffentlich lacht keiner
- 1989 Charmante Lügen, Chansons und Texte, mit Johannes Schlecht
- 1990 Zentralquartett – Zwei Herren spielen Kabarett, mit Kurt Sogel
- 1990 Alles in Bar!
- 1992 Kompakt und Käuflich, zwei Herren auf dem Weg zur Kunst, (Reinhard Karger, Verena Joos)
- 1993 Filmriss – Querschläge im Zwischenhirn
- 1996 Kennen Sie Aschen?
- 1998 Der Perlentaucher
- 2001 Abgeschleppt – ein Männerschicksal
- 2005 Köpper vom Dreier
- 2006 Hosen runter (im Duo mit Gerlis Zillgens)
- 2009 DeutschlandGala – die Preisverleihung
- 2013 Finne dich selbst!
- 2015 Gefühlte Dreißig – Ein Hoffnungskabarett für Männer um die Fünfzig
- 2017 Früher hab' ich nur mein Motorrad gepflegt
- 2019 Ab dafür! Deluxe – Das Jubiläumsprogramm
- 2019 Ja klar, ich bin schuld!

Seit 1994 jährlich „Ab dafür! – der satirische Jahresrückblick“

## Preise und Ehrungen
- 1990 Passauer Scharfrichterbeil 3. Platz
- 1990 Kulturförderpreis der Stadt Kassel
- 1990 Publikumspreis St. Ingberter Pfanne
- 2000 Westspitzen, Sieger Sparte Kabarett
- 2002 Verleihung der „Paul-Heidelbach-Medaille“, Kassel
- 2002 Reinheimer Satirelöwe, Sieger Sparte „Satirische Kurzgeschichte“
- 2013 Obernburger Mühlstein
- 2016 Kinderhörspielpreis des MDR 2. Platz
- 2016 Mindener Stichling, Sonderpreis
- 2018 Kinderhörspielpreis der Stadt Karlsruhe
- 2019 Nieheimer Schuhu. Peter-Hille-Literaturpreis

## Belege
1. ↑  Kabarettist mit guten Wurzeln, WDR 5, abgerufen am 9. Januar 2018.

| Personendaten    | Personendaten                             |
| ---------------- | ----------------------------------------- |
| NAME             | Gieseking, Bernd                          |
| KURZBESCHREIBUNG | deutscher Kabarettist und Kinderbuchautor |
| GEBURTSDATUM     | 7. Oktober 1958                           |
| GEBURTSORT       | Minden-Kutenhausen                        |